# Tamarite de Litera
Tamarite de Litera (katalanisch Tamarit de Llitera) ist eine katalanischsprachige, der Franja de Aragón zugehörige Gemeinde in der Provinz Huesca der Autonomen Gemeinschaft Aragonien in Spanien. Sie ist die historische Hauptstadt der Comarca La Litera und liegt im Vorland der Pyrenäen.

## Gemeindegebiet
Die Gemeinde umfasst die Ortschaften:
- Tamarite de Litera
- Algayón
- La Melusa

## Geschichte
Es wird vermutet, dass Tamarite bereits in iberischer Zeit besiedelt war. 1064 wurde der Ort von den Aragonesen erobert, ging aber bereits zwei Jahre später wieder verloren. König Alfons I. eroberte Tamarite im Jahr 1107, jedoch fiel es 1134 wieder an die Mauren. Einen endgültigen Erfolg errang die Reconquista erst 1149 durch Pedro de Estopiñán. Im Mittelalter galt Tamarite als eines der wichtigsten Zentren des Königreichs und später der Krone von Aragonien. 1408 wurde dem Ort, der seine Zugehörigkeit zwischen Aragonien und Katalonien wechselte, der Titel einer Stadt verliehen. Im Jahr 1642 wurde Tamarite von französisch-katalanischen Truppen in Brand gesteckt und verwüstet. Diese Wirren endeten erst mit dem Regierungsantritt der Bourbonen-Dynastie im frühen 18. Jahrhundert. Die Verbindung zu Katalonien bestand schließlich nur noch in der Zugehörigkeit zum Bistum Lleida bis zum Ende des 20. Jahrhunderts. 1834 wurde mit dem Bau des Kanals von Tamarite, des späteren Kanals von Aragón und Katalonien, begonnen. Dieser Bewässerungskanal leitet das Wasser des Ésera und des Cinca zur Bewässerung einer Fläche von über 100.000 ha ab. Während des Spanischen Bürgerkriegs befand sich Tamarite im republikanischen Gebiet und wurde von den nationalspanischen Streitkräften bombardiert, bevor es im Frühjahr 1938 von den Franco-Truppen besetzt wurde. Tamarite verlor schließlich seine Stellung als Verwaltungszentrum der Litera an Binéfar.

## Wirtschaft
Vorherrschend ist der Primärsektor mit Schweine- und Rinderzucht und Obstanbau (Äpfel, Birnen, Pfirsiche). Daneben sind in geringerem Umfang Betriebe der Nahrungsmittelindustrie und des Landwirtschaftsmaschinenbaus vorhanden. Neuerdings hat sich ein Metallsinterungsbetrieb angesiedelt. Im Dienstleistungsbereich hat sich der Agrotourismus entwickelt.

## Bevölkerungsentwicklung
| 1986  | 1991  | 1998  | 2004  | 2008  |
| ----- | ----- | ----- | ----- | ----- |
| 4.091 | 3.867 | 3.655 | 3.673 | 3.715 |

## Sehenswürdigkeiten

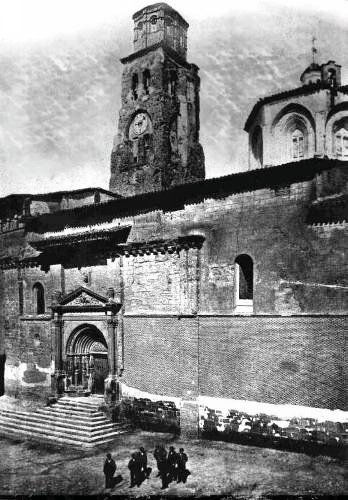
Glockenturm und Fassade der Kirche Santa María la Mayor vor dem Umbau 1923–1927

- Die mehrfach umgebaute dreischiffige romanische Kirche Santa María la Mayor aus dem 13. Jahrhundert mit halbkreisförmigen Apsiden
- Nuestra Señora del Patrocinio aus dem Jahr 1703
- Reste der Burg